# Masters Of Chant Chapter V – Limited Dark Edition
Masters of Chant Chapter V – ósmy album zespołu Gregorian, w wersji limitowanej.

## Lista utworów
1. „Heroes”
2. „Comfortably Numb”
3. „Send Me An Angel”
4. „Silent Lucidity”
5. „Lady In Black”
6. „The Forest”
7. „A Weakened Soul”
8. „Boulevard Of Broken Dreams”
9. „The Unforgiven”